# Djulö kvarn
Djulö kvarn est une localité de Suède dans la commune de Katrineholm située dans le comté de Södermanland.
Sa population était de 162 habitants en 2019.